# Heinrich Lossow

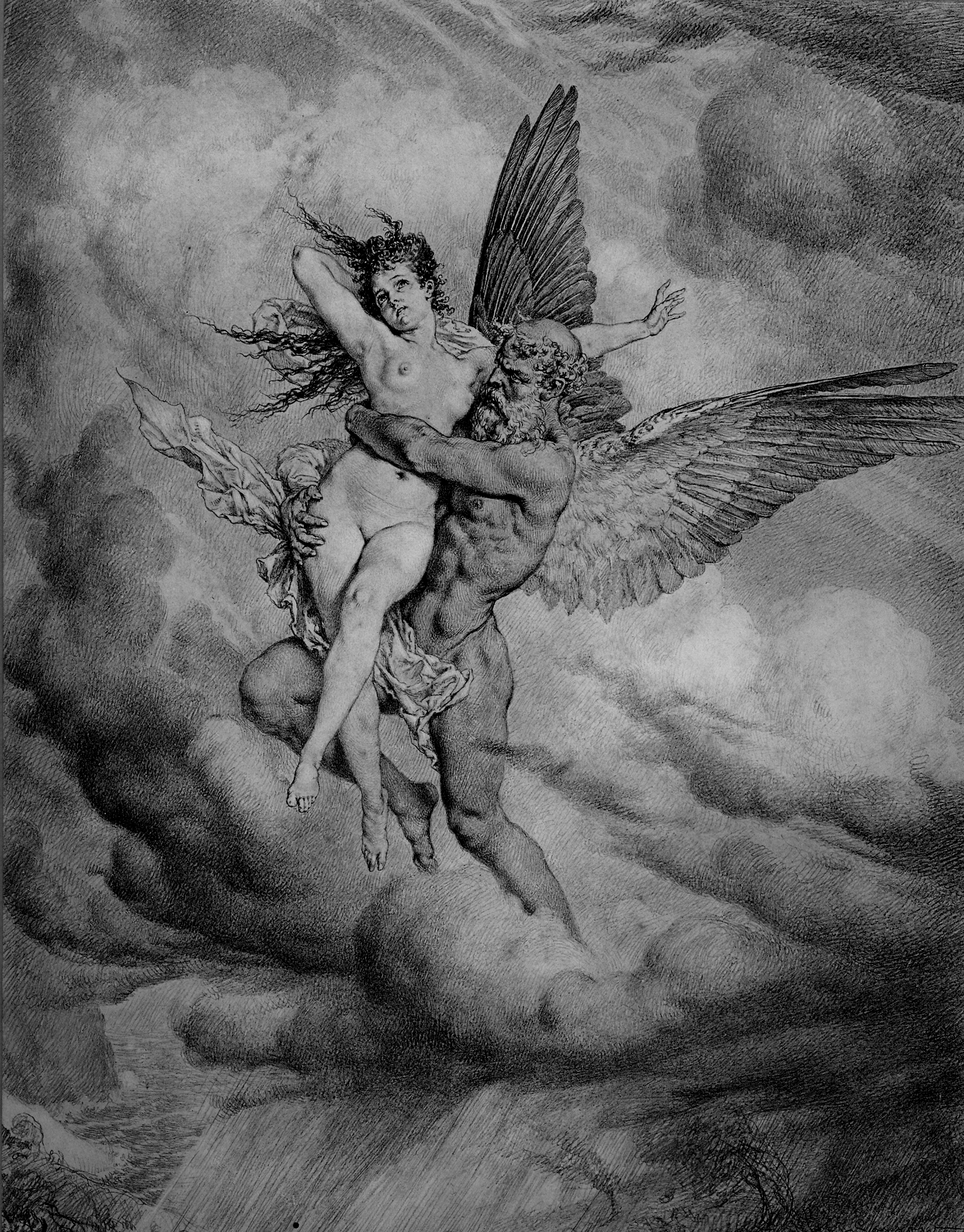
Bóreas y Oritía, 1880.

Heinrich Lossow (10 de marzo de 1843 en Múnich, Reino de Baviera – 19 de mayo de 1897 en Schleissheim, Austria-Hungría) era un pintor de género alemán e ilustrador. Fue un prolífico pornógrafo en su tiempo libre con un énfasis en analingus.

## Biografía
El padre de Heinrich Lossow era Arnold  Hermann Lossow, un escultor de Bremen, quien se había mudado a Múnich en 1820 para estudiar con Ernst Mayer. Ahí se casó y tuvo tres niños: Carl en 1835, Friedrich en 1837, y Heinrich en 1843. Los tres chicos tuvieron una afinidad por el arte; Carl se convirtió en un pintor histórico, mientras Friedrich fue un pintor de fauna y flora. Heinrich sobrevivió a sus dos hermanos.
Fue entrenado por su padre pero luego continuaría su aprendizaje bajo la instrucción de Carl Theodor von Piloty en la Academia de Bellas Artes de Múnich. Luego viajó por Francia e Italia perfeccionando su arte.
Realizó ilustraciones para editores, incluyendo un para una edición de Las alegres comadres de Windsor de Shakespeare .
Más tarde en su vida, sirvió como curador en el palacio de Schleißheim.

## Galería

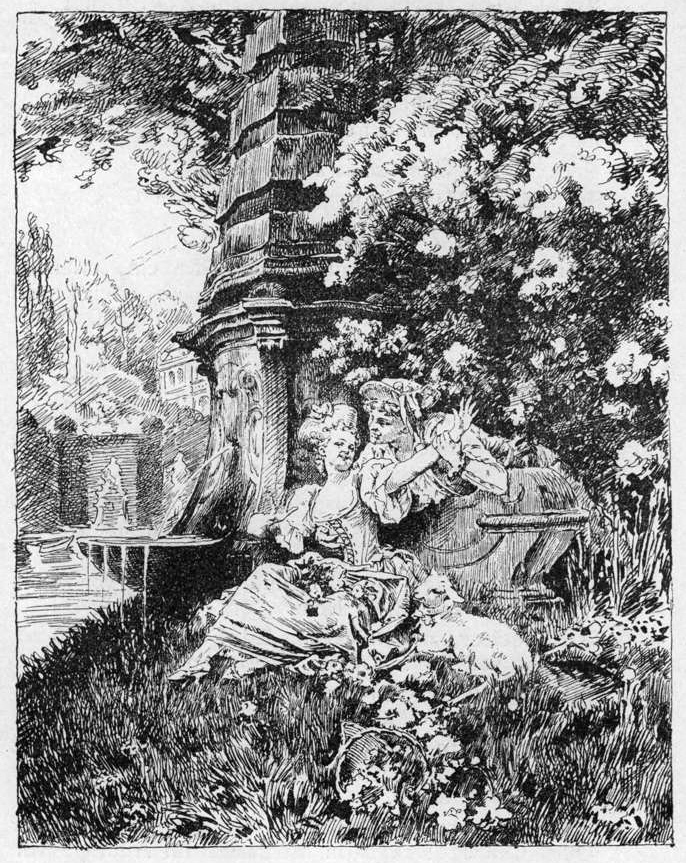
Ilustración para Glaspalast München (1883)
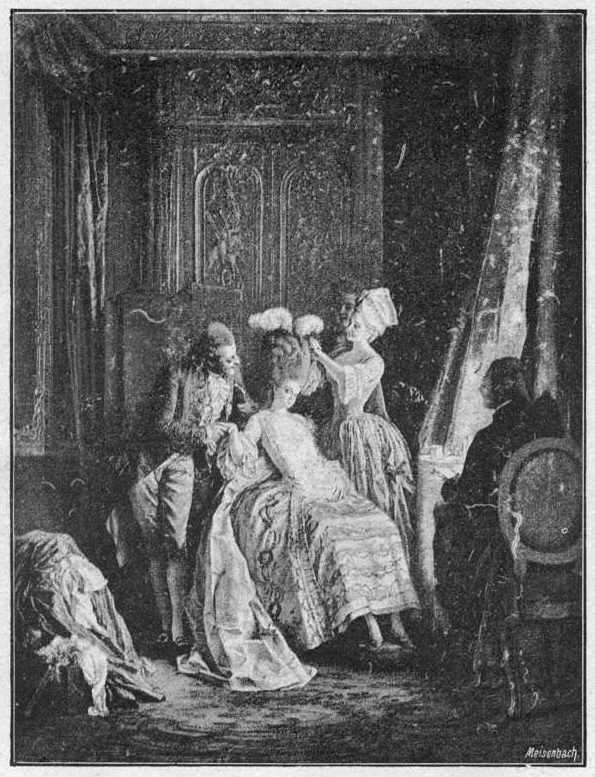
Ilustración para Glaspalast München (1888)
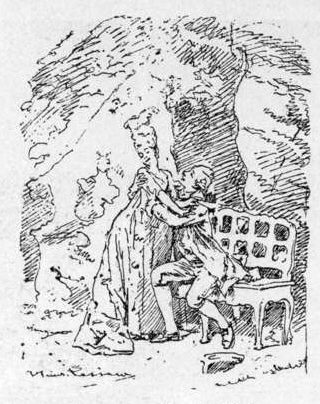
Ilustración para Glaspalast München (1890)
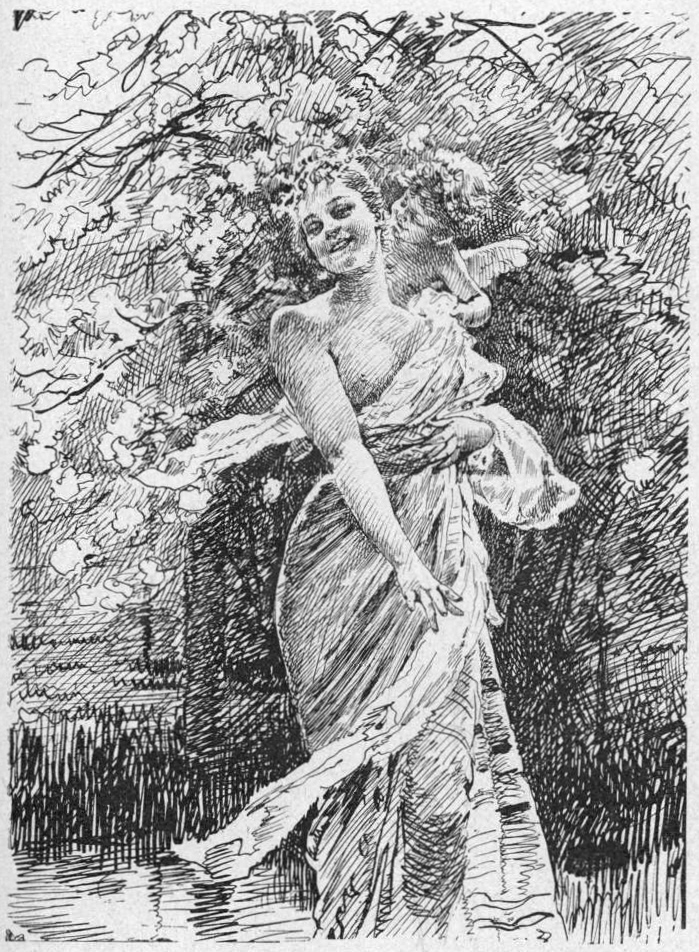
Ilustración para Glaspalast München (1891)
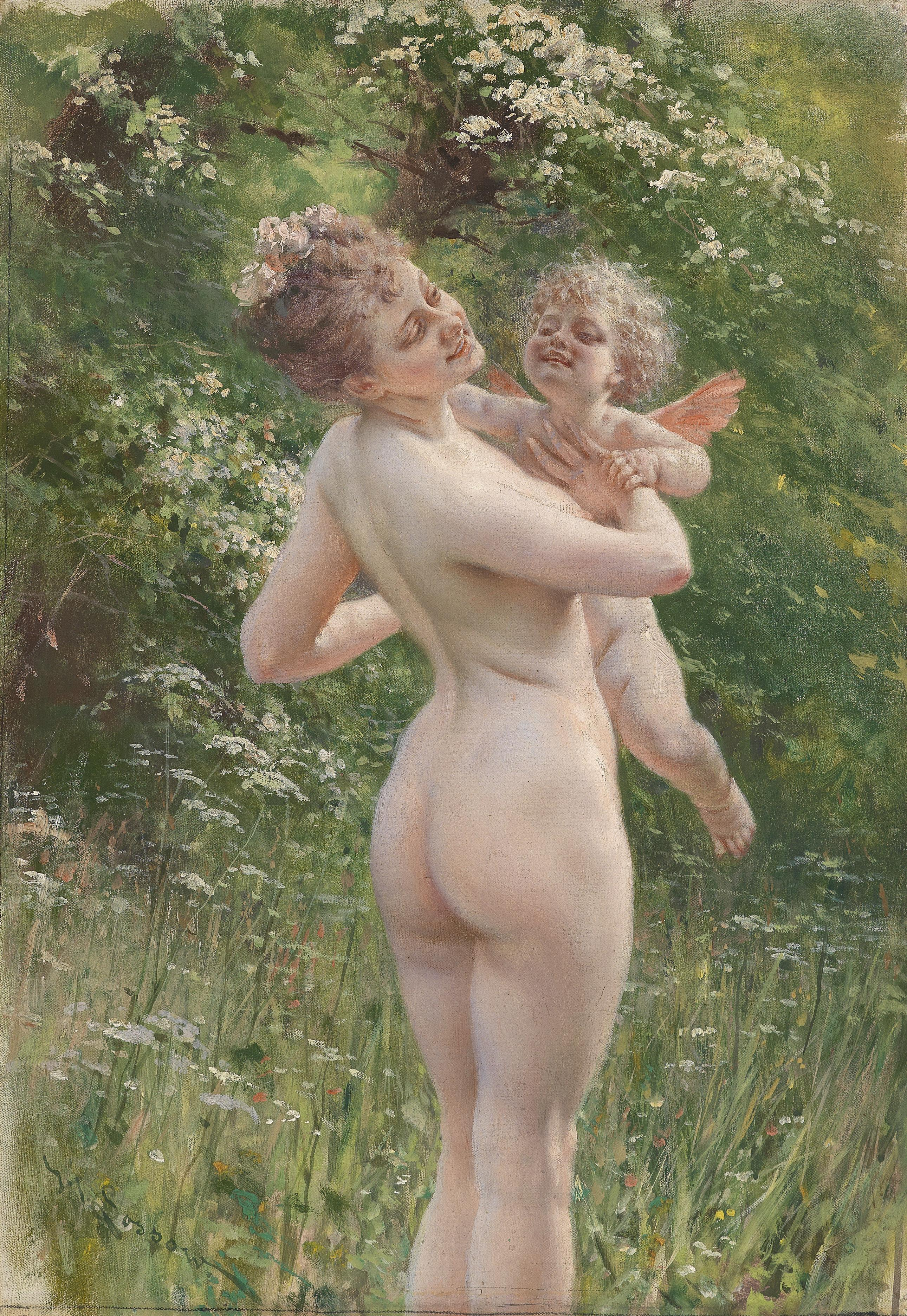
Murmullos de amor (1897)
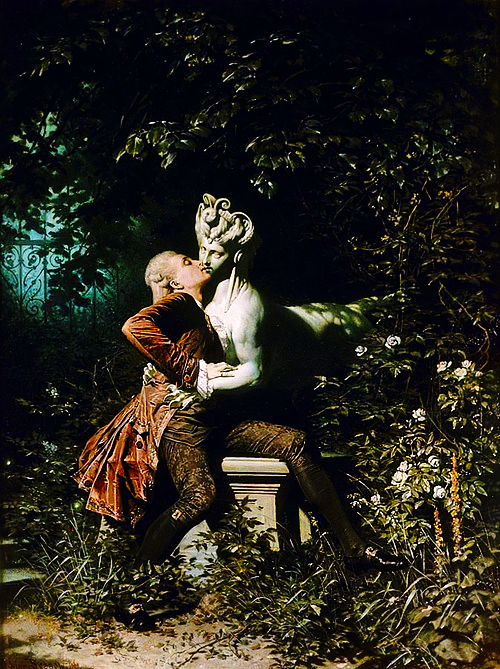
La Esfinge y el Poeta(1868)
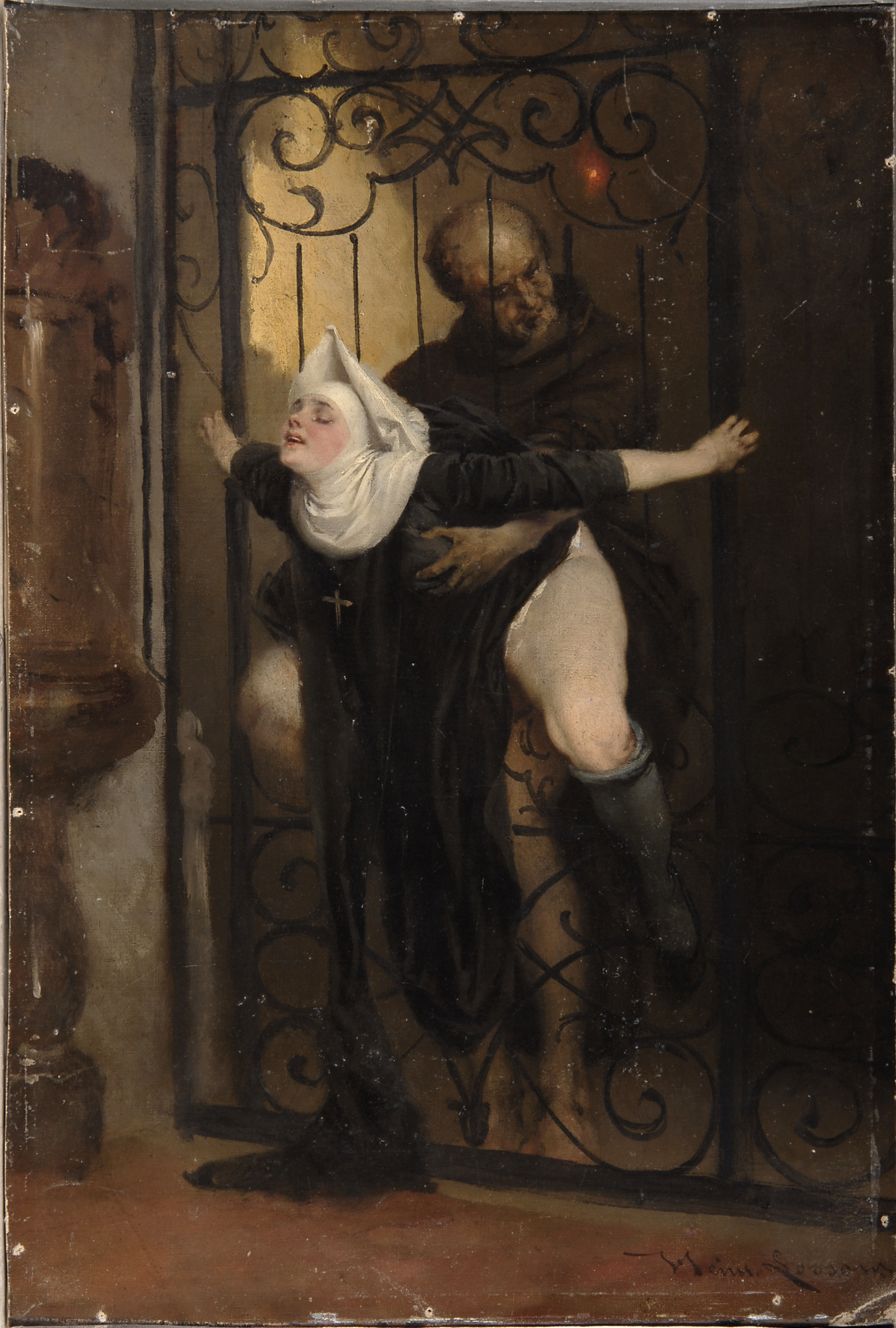
El Pecado, una imagen respecto del Banquete de las castañas
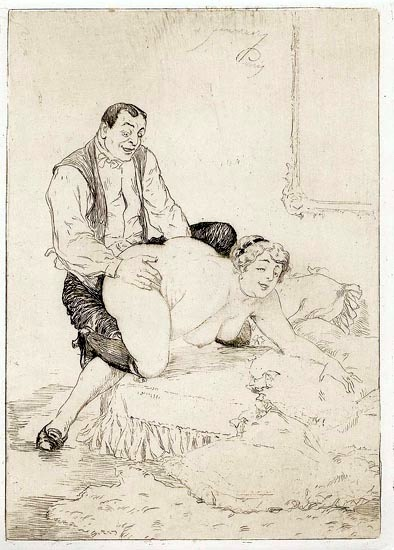
Parte del Su Criado Fiel serie
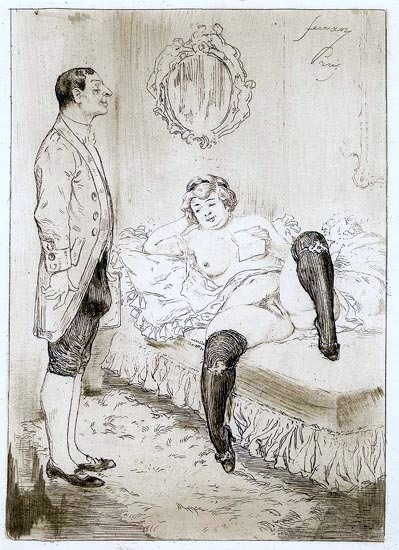
Parte del Su Criado Fiel serie
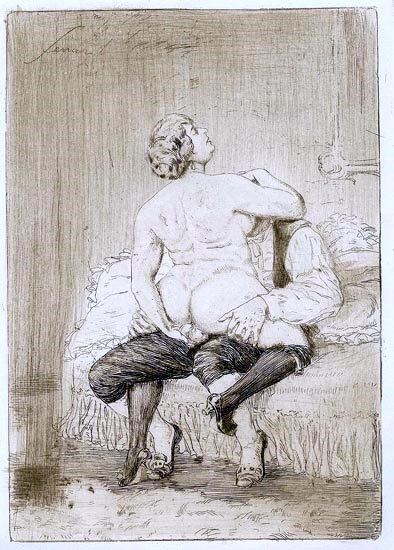
Parte del Su Criado Fiel serie
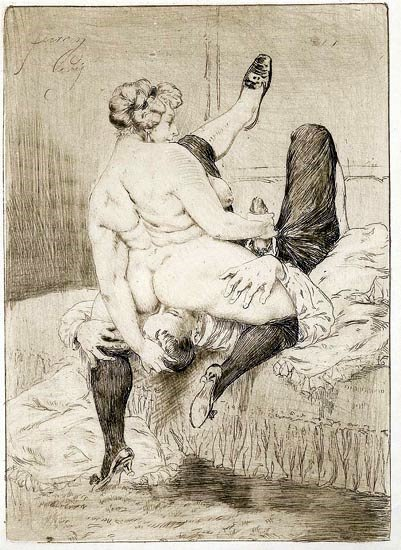
Parte del Su Criado Fiel serie
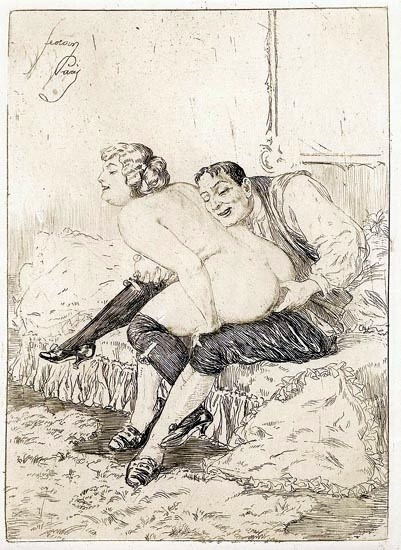
Parte del Su Criado Fiel serie